# ラバト＝サレ＝ケニトラ地方
ラバト＝サレ＝ケニトラ地方(ラバト＝サレ＝ケニトラちほう、アラビア語：الرباط-سلا-القنيطرة)はモロッコ北部の大西洋に面する地方。
2014年の人口は約458.1万人だった。
首府はラバト。

## 歴史
2015年9月、ラバト＝サレ＝ゼムール＝ザイール地方とガルブ＝チャラルダ＝ベニ・ハッセン地方を合わせて、ラバト＝サレ＝ケニトラ地方が設置された。

## 隣接行政区画
- タンジェ＝テトゥアン＝アル・ホセイマ地方
- フェズ＝メクネス地方
- ベニ・メラル＝ヘニフラ地方
- カサブランカ＝セタット地方

## 行政区画

ラバト＝サレ＝ケニトラ地方の県

- ラバト県（フランス語版）
- サレ県（フランス語版）
- スコイラ＝テマラ県（英語版）
- ケニトラ州（英語版）
- シディ・カセム州（英語版）
- シーディ・スリマネ州（英語版）
- ケミセット州（英語版）[3]